# گورو کاوانامی
گورو کاوانامی (انگلیسی: Goro Kawanami؛ زادهٔ ۳۰ آوریل ۱۹۹۱) بازیکن فوتبال اهل ژاپن است.
از باشگاه‌هایی که در آن بازی کرده‌است می‌توان به باشگاه فوتبال کاشیوا ریسول و باشگاه فوتبال آلبیرکس نیگاتا اشاره کرد.